# 多體理論
多體理論（或多體物理）是物理學的一個領域。多體理論提供了理解交互作用粒子的集體行為之架構。總地來說，多體理論專門處理具有大量之組成成員的系統現象。雖然單一物體的物理行為可能相對簡單，但是集體粒子的現象背後的物理是相當複雜的。
值得注意的是，一般的統計物理所描述的系統中，粒子間的交互作用可被忽略（由於粒子間的統計變異互相抵銷），系統所表現的性質可由巨觀的量（如溫度和壓力）所描述。然而，在多體系統內，粒子間的交互作用變得相當重要，在計算相關理論時，需考慮粒子間的關聯函數（correlation function）。